# Norma (Supermarkt)

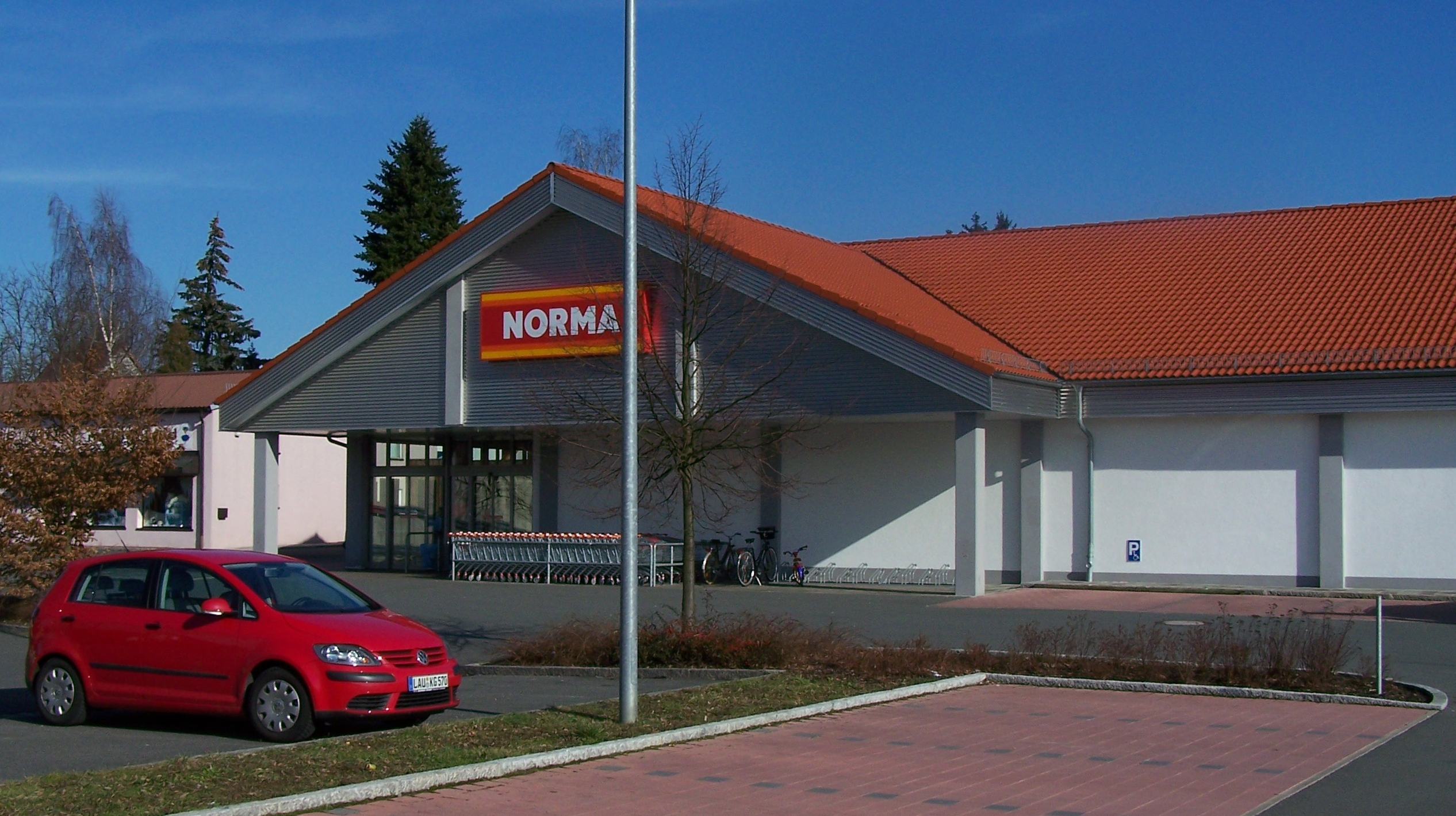
Filiale in Schnaittach

Die Norma Lebensmittelfilialbetrieb Stiftung & Co. KG ist ein Lebensmittel-Discounter mit einem Netz von über 1450 Filialen unter dem Namen Norma (Eigenschreibweise: NORMA) in Deutschland, Frankreich, Österreich und Tschechien. Diese werden von 16 Niederlassungen versorgt. Die Filialen treten unter dem Namen Norma (von „Noricum Markt“) sowie seit der Übernahme des Unternehmens Rodi auch unter Norma-Rodi auf.

## Unternehmen

### Historie
Hervorgegangen aus dem im Jahr 1921 von Georg Roth sen. in Fürth gegründeten Unternehmen Georg Roth, das mehrere Lebensmittelläden unter seiner Leitung und der seines Sohnes Georg Roth jun. betrieb, wurde 1964 von Manfred Georg Roth die erste Norma-Filiale in Nürnberg eröffnet. Seit Ende der 1980er Jahre hat sich Norma vom regionalen Discounter zu einem international operierenden Unternehmen entwickelt. Sitz des Lebensmittelfilialbetriebs ist Nürnberg. Am 5. April 2010 starb der Unternehmensinhaber Manfred Georg Roth, der das elterliche Unternehmen Georg Roth im Alter von 23 Jahren übernommen hatte, im Alter von 74 Jahren. Das Unternehmen wird von einer Doppelspitze, bestehend aus Gerd Köber und Winfried Vogt, geleitet. Im Dezember 2011 wurde rechtsformwechselnd die Komplementärin von einer GmbH in eine Stiftung mit Sitz in Fürth umgewandelt. Die Kommanditgesellschaft wurde daraufhin auf Norma Lebensmittelfilialbetrieb Stiftung & Co. KG umfirmiert. Für die Verwaltung des Immobilienbesitzes wurde eine weitere Stiftung eingerichtet.

### Filialen
Das Unternehmen ist mit Filialen im größten Teil Deutschlands vertreten. Nur in Hamburg, Bremen und großen Teilen Niedersachsens sowie Westfalens und Nordhessens gibt es keine Filialen.

## Österreich
Die österreichische Tochtergesellschaft firmiert als Norma GmbH & Co. KG, der Unternehmenssitz ist in Mattighofen, Oberösterreich. Der geschätzte Jahresumsatz 2010 belief sich auf 3,8 Millionen Euro. In Österreich existierten per Mai 2023 21 Norma-Filialen, mit einem Schwerpunkt von 12 Standorten in Oberösterreich. Norma bezieht laut eigenen Angaben rund 25 % seines Sortiments von regionalen, österreichischen Lieferanten, vor allem in den Bereichen Obst, Gemüse und Molkereiprodukte.
Für das Jahr 2018 erwirtschaftete Norma Österreich laut Medienberichten 46,4 Millionen Euro Umsatz mit 21 Filialen. Die gesamte Verkaufsfläche lag bei rund 15.000 m² bzw. beim durchschnittlichen Markt bei 714 m². Der Marktanteil von Norma am österreichischen Lebensmitteleinzelhandel 2018 beträgt 0,1 %.

## Konzept
Das Verkaufskonzept basiert auf dem Grundgedanken des Discountprinzips: Konzentration auf Produkte des täglichen Bedarfs. Zusätzlich zu der (im Vergleich zu klassischen Supermärkten) geringen Zahl von Sortimentsartikeln stehen wöchentlich wechselnde Angebotsartikel aus den Bereichen Food und Non-Food zum Verkauf. Auch regionale Marken und Produkte finden Eingang in die Angebots- und Sortimentspalette. Wie bei vielen Lebensmitteleinzelhändlern erweiterte Norma sein Angebot in der Vergangenheit auch um Dienste wie Mobilfunktarife, Reisen und einen Fotoservice. Seit einigen Jahren ist mit Norma24 auch ein eigener Online-Shop verfügbar.
Von 2006 bis 2010 warb das Unternehmen mit Motiven von Marilyn Monroe in Anspielung auf deren bürgerlichen Namen Norma Jean Baker. Das Genus des Markennamens ist feminin („die Norma“).